# Johann Filstich
Johann Filstich (n. 9 noiembrie 1684, Brașov - d. 18 decembrie 1743, Brașov) a fost un profesor, traducător, scriitor, cercetător și istoric sas, rector al Gimnaziului din Brașov.

## Viața
Johann Filstich a fost fiul lui Stephan Filstich, consilier gubernial și jude al Brașovului. Urmează gimnaziul după care își continuă studiile la Alba Iulia (1702-1703), pe care le întrerupe din motive de sănătate. Reia studiile pentru puțin timp la Aiud, dar este nevoit să le întrerupă și de această dată din cauza răscoalei curuților conduse de Francisc Rakoczi. În aceste condiții, tatăl este nevoit să-și recheme fiul la Brașov unde își încheie studiile gimnaziale (1704-1706).
La începutul lunii august 1706 pleacă la Universitatea din Halle pe care o frecventează timp de doi ani și jumătate.
În martie 1709 pleacă la Universitatea din Leipzig, dar în scurt timp, este nevoit să se mute la Universitatea din Jena, unde se înscrie la 22 octombrie 1709.
La începutul anului 1712 pleacă din Jena, trece pe la târgul de primăvară din Leipzig, apoi dă curs invitației unei concetățene căsătorite cu un nobil silezian și pe 30 iunie 1712 ajunge la Brașov.
Se căsătorește în ianuarie 1714, dar în anul următor rămâne văduv. În 1717 se recăsătorește, dar e nevoit să se refugieze la Feldioara din cauza ciumei. Rămâne văduv pentru a doua oară, soția fiind victima epidemiei de ciumă.
La începutul anului 1720 revine în Brașov și i se oferă posibilitatea ocupării postului vacant de rector al gimnaziului. Acceptă oferta și-și ține discursul inaugural cu tema De fatis rei literariae in Transilvania. A condus acest gimnaziu timp de 24 ani, fiind cea mai lungă perioadă deținută până atunci la conducerea acestuia.
Activitatea fructuoasă a fost întreruptă în dimineața zilei de 18 decembrie 1743, când a murit.

## Opera
- 1718 - Oratio Panegirica celsissimo principi ac domino domino Nicolao Alexandro Maurocordato per tractum pacis e Germanorum detentione liberato (Oratio in honorem Nicolai Maurocordati Vaivodae Transalpinensi e captivate Cibiniensi liberati Anno 1718 habita);
- 1720 - De fatis rei literariae in Transilvania;
- 26 februarie 1720 - Explicatio librorum symbolicorum Ecclesiarum nostrarum (Lecție deschisă despre o temă teologică);
- 26 februarie 1720 - Historia Reformationis Lutheranae (Lecție deschisă de istorie bisericească);
- 30 august 1720 - Oratio de Origine Nationum in Transilvania;
- 30 august 1720 - Orantiuncula de Transilvania circa initum seculi 16. per Reformationem de Deo rectius edocta;
- 1720 – Historia Ecclesiastica totius Transilvaniae;
- 1720 - Kurze geographische und historische Anmerkungen von dem Fürstenthume Siebenbürgen (Note geografice și istorice scurte despre Principatul Transilvaniei);
- 5 septembrie 1727 – Historie von der ersten Hereinkunft der Römer und dem von ihnem nachmalls auffgerichteten Walachischen Reiche (traducere în limba germană a Letopisețului Cantacuzinesc);
- 5 septembrie 1727 – (traducere în limba germană a primei părți din Viața lui Constantin Brâncoveanu, scrisă de Radu Greceanu);
- (traducere în limba latină a primei părți din Istoriile Domnilor Țării Românești, vornicul Radu Popescu);
- 1728 – Extractus literarum im Valachiam ad Illustris. Dominum Spotare Mihaly missarum a Comite Mikes Michaly;
- 1728 – Excepta ex Pauli Piasecii Cronica Historiarum in Europa singularium;
- 1728 - Tentamen historiae vallachicae;
- Excerpta Patriae vicinarumque Regionum Historiam concernentia;
- 1729 – Historia Regni Transilvanici Civilis;
- 17 octombrie 1732 - Oratio de Historia Vallachorum;
- 1735 – Siebenburgische Historie;
- 1741 - Historia Valachiae – micromonografie;
- 1741 - Moldaviae Historia – micromonografie;
- 1742-1743 - Illustratio Articulorum quorundam historicorum rem et Historiam Valachorum concernentium (Ilustrare a unora articole cu privire la realitatea istorică și istoria Țării Românești); (răspunsuri la 14 întrebări puse de Constantin Mavrocordat);
- 1743 - Nummophylacium Schulzianum (scrisori către J.H. Schulze);

Schediasma historicom de valachorum historia

- 1743 - Schediasma Historicum de Valachorum Historia, Annalium Transilvanensium multis in punctis magistra et ministra, Jenae, 1743, 24 p.
- 1743 - Brevis descriptio Principatus Walachiae, quae tractationem geographicam, phisycam, politicam et historicam exhibet;
- Historica Transsilvaniae, Hungariae, Valachiae et Moldaviae Descriptio;
- Historia Regni Transilvanici civilis;
- Rumänische Chroniken,  Aus d. Ms. hrsg., eingel., mit Anm. u.e. Glossar von Adolf Armbruster, Bukarest, Kriterion-Verlag, 1984